# Кевін Макнеллі
Кевін Роберт Макнеллі (нар. 27 квітня 1956) — англійський актор, який працював у театрі, радіо, кіно та на телебаченні. Він відомий тим, що зобразив Джошамі Гіббса у серії фільмів «Пірати Карибського моря».

## Раннє життя
Народився в Брістолі. Макнеллі провів свої перші роки в Бірмінгемі, де відвідував Редгілльську молодшу школу на Редгілл-роуд в Хей-Міллс і Мапледенську початкову школу в Шелдон. Пізніше, він пішов вчитися до Центральної гімназії для хлопчиків на Гресел пров у Тайле Крос.

## Кар'єра
Перша професійна акторська робота Макнеллі у 16 років була в Бірмінгемському представництві. У 1973 році він отримав стипендію для відвідування Королівської академії драматичного мистецтва, де в 1975 році виграв Золоту медаль найкращого актора Банкрофта.
У 1976 році він з'явився у фільмі «I Claudius» BBC, а в 1977 році був постійним гравцем другої серії «Полдарка», граючи Дрейка Карне, молодшого брата Демельзи Полдарка. З 1991 по 1994 рік він написав дев'ять серій Minder під псевдонімом Кевін Сперрінг разом із партнером по сценарію Бернардом Демпсі.
Макнеллі зіграв Джошамі Гіббса у фільмах «Пірати Карибського моря». Він є одним з трьох акторів, які з'являються у всіх п'яти фільмах і повторив роль у Королівські серця III, що робить його єдиним актором із серіалу фільмів, який повторив роль у «Королівські серця».
У 2011 році він брав участь в американському телесеріалі «Надприродне» у ролі Френка. У 2012 році він виступив у ролі актора голосу для найпроданішої відеоігри Assassin's Creed III, надаючи подобу та голос персонажу Роберта Фолкнера.  У 2013 році він почав працювати над науково-фантастичним анімаційним проектом «Зоряний корабель. Золота рибка» .
У 2014 році він зіграв головну роль у перезаписаних радіоп'єсах п'яти втрачених епізодів «Півгодини Хенкока» для BBC Radio 4. Після цього ще один відеоепізод був перезаписаний і транслювався на BBC Four як частина серії Lost Sitcoms.
У 2014—2017 роках Макнеллі грав суддю Річарда Вудхалла з Сетаукета, Лонг-Айленд, у серії AMC Turn: Ships of Washington . У липні 2019 року він зіграв головну роль Інспектора Гранджіна у 2 сезоні, 1 епізод таємничого серіалу Amazon «Maigret».
У 2019 році Макнеллі зобразив капітана Мейнвейрінга в серії реконструкції втрачених в іншому випадку епізодів ситкому «Армія тата».

## Особисте життя
Макнеллі познайомився з актрисою Філліс Логан в 1994 році, і вони одружилися в 2011 році. Їх син Девід народився в 1996 році. Сім'я живе в Чісвіку.

## Фільмографія

### Фільм
| Рік  | Заголовок                                                  | Роль                     |
| ---- | ---------------------------------------------------------- | ------------------------ |
| 1977 | Шпигун, який любив мене                                    | HMS Ranger Crewman       |
| 1980 | Довга Страсна п'ятниця                                     | Ірландська молодь        |
| 1982 | Загадка                                                    | Бруно                    |
| 1985 | Не зовсім рай                                              | Піт                      |
| 1985 | Берлінська справа                                          | Хайнц фон Голлендорф     |
| 1987 | Плач свободи                                               | Кен                      |
| 1990 | Джекілл і Гайд                                             | Сержант Хорнбі           |
| 1992 | Сталін                                                     | Сергій Кіров             |
| 1997 | Світ спецій                                                | Поліцейський             |
| 1998 | Розсувні двері                                             | Павло                    |
| 1999 | Пастка                                                     | Гас                      |
| 2001 | Змова                                                      | Мартін Лютер             |
| 2001 | Високі підбори та низьке життя                             | Мейсон                   |
| 2003 | Джонні Інгліш                                              | прем'єр-міністр          |
| 2003 | Пірати Карибського моря: Прокляття чорної перлини          | Джошамі Гіббс            |
| 2004 | De-Lovely                                                  | Джеральд Мерфі           |
| 2004 | Привид опери                                               | Джозеф Буке              |
| 2005 | Ірландський джем                                           | Лорд Гейлсток            |
| 2006 | Пірати Карибського моря: Скриня мертвої людини             | Джошамі Гіббс            |
| 2006 | Сенсація                                                   | Майк Тінслі              |
| 2007 | Пірати Карибського моря: наприкінці світу                  | Джошамі Гіббс            |
| 2008 | Вівторок                                                   | Джеррі                   |
| 2008 | Валькірія                                                  | Карл Герделер            |
| 2011 | Пірати Карибського моря: в дивні хвилі                     | Джошамі Гіббс            |
| 2012 | Гамільтон: В інтересах нації                               | Гарольд Сміт             |
| 2012 | Ворон                                                      | Генрі Меддукс            |
| 2013 | Мисливець за головами                                      | Дафт Віллі               |
| 2013 | Челленджер                                                 | Лоуренс Маллой           |
| 2015 | Легенда                                                    | Гарольд Вільсон          |
| 2015 | Людина, яка знала нескінченність                           | Персі Олександр МакМахон |
| 2017 | Пірати Карибського моря: Мертві люди не розповідають казок | Джошамі Гіббс            |
| 2019 | Роберт Брюс                                                | Шон                      |
| 2024 | Квартира 7А                                                | Роман Кастевет           |

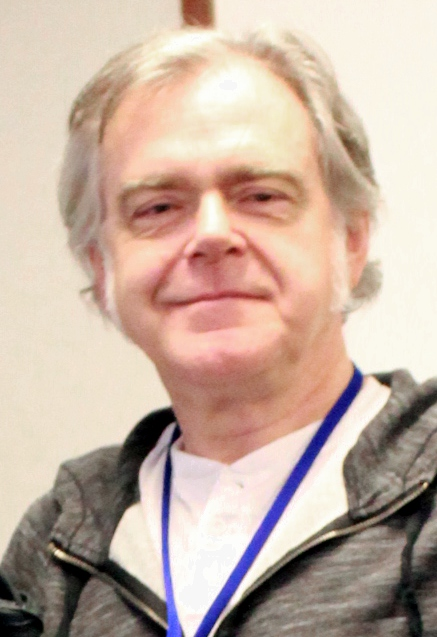
Макнеллі на MagicCity Comic Con у січні 2015 року.

Разом з британськими акторами Яном Макнейсом і Кеннетом Брана, Макееллі з'явився у двох фільмах Другої світової війни «Валькірія» та «Змова», які зображують за лаштунками діяльність високопосадовців нацистської Німеччини.

### Відеоігри
| Рік  | Назва                                         | Роль           | Примітки                                   | Джерело |
| ---- | --------------------------------------------- | -------------- | ------------------------------------------ | ------- |
| 2006 | Pirates of the Caribbean: Dead Man's Chest    | Джошамі Гіббс  |                                            |         |
| 2007 | Pirates of the Caribbean: At World's End      | Джошамі Гіббс  |                                            |         |
| 2007 | Pirates of the Caribbean Online               | Джошамі Гіббс  |                                            |         |
| 2011 | Lego Pirates of the Caribbean: The Video Game | Джошамі Гіббс  |                                            |         |
| 2012 | Assassin's Creed III                          | Роберт Фолкнер |                                            |         |
| 2013 | Disney Infinity                               | Джошамі Гіббс  |                                            |         |
| 2019 | Kingdom Hearts III                            | Джошамі Гіббс  | зазначений в титрах як «Кевін Р. Макнеллі» | [ 15 ]  |
| 2021 | Sea of Thieves                                | Джошамі Гіббс  |                                            |         |

## Вибрані сценічні ролі
| Заголовок          | Роль           | Театр                   | Примітки |
| ------------------ | -------------- | ----------------------- | --- |
| Король Лір         | Король Лір     | Шекспірівський глобус   | навпроти Саскії Рівза, Берта Цезаря                                                                                               |
| Гамлет             | Клавдій        | Донмар у театрі Віндема | навпроти Джуда Лоу, Рона Кука та Пенелопи Вілтон                                                                                  |
| Іванов             | Лебедєв        | Донмар у театрі Віндема | навпроти Кеннета Брана, Малкольма Сінклера та Джини Маккі Номінований — Премія Лоуренса Олів'є за кращий спектакль у другорядному |
| Боїнг Боїнг        | Бернард        | Театр комедії           | |
| Леді у фургоні     | Алан Беннетт 2 | Королівський театр      | навпроти Меггі Сміт та Алана Беннета                                                                                              |
| Голий              | Гротті         | Театр Алмейда           | навпроти Джульєтти Бінош |
| Мертвий смішно     | Річард         | Савойський театр        | |
| Льодовик приходить | Парітт         | Національний театр      | |